# Karlie Samuelson
Karlie Anne Samuelson (ur. 10 maja 1995 w Fullerton) – amerykańska koszykarka występująca na pozycji rzucającej, posiadająca także brytyjskie obywatelstwo, reprezentantka tego kraju, od 2023 zawodniczka Los Angeles Sparks w WNBA.
Karierę koszykarską łączy z trenerską.
Pochodzi ze sportowej rodziny. Jej starsza siostra Bonnie gra także zawodowo w koszykówkę, została reprezentantką Wielkiej Brytanii, ich matka jest Brytyjką. Jej matka Karen była reprezentantką Wielkiej Brytanii w netballu. Ojciec Jon grał w koszykówkę na uczelni Cal State Fullerton, a następnie profesjonalnie w Europie. Młodsza siostra Katie Lou Samuelson jest także zawodniczką WNBA, obie występują w Seattle Storm.
29 sierpnia 2019 zawarła siedmiodniową umowę z Dallas Wings. 23 sierpnia 2022 została zawodniczką Seattle Storm. 18 maja 2023 podpisała kontrakt z Los Angeles Sparks].

## Osiągnięcia
Stan na 11 czerwca 2023, na podstawie, o ile nie zaznaczono inaczej.

### NCAA
- Uczestniczka rozgrywek:
  - NCAA Final Four (2014, 2017)
  - Elite 8 turnieju NCAA (2014, 2016, 2017)
  - Sweet 16 turnieju NCAA (2014–2017)
- Mistrzyni:
  - turnieju konferencji Pac-12 (2015, 2017)
  - sezonu regularnego Big 10 (2014)
- Zaliczona do:
  - I składu:
    - Pac-12 (2017)
    - Academic Pac-12 (2014–2017)
    - turnieju:
      - Lexington Regional (2017)
      - WBCA All-Region (2017)

  - składu honorable mention:
    - All-America (2017 przez Associated Press, WBCA)
    - Pac-12 (2016)
    - Pac-12 All-Academic (2015–2017)
    - najlepszych pierwszorocznych koszykarek Pac-12 (2014)

### Drużynowe
- Mistrzyni Hiszpanii (2021, 2022)
- Wicemistrzyni Euroligi (2021)
- 3. miejsce w Eurolidze (2022)
- Zdobywczyni:
  - pucharu:
    - Hiszpanii (2020, 2022)
    - Belgii (2019)

  - Superpucharu Hiszpanii (2020)
- Finalistka Superpucharu Hiszpanii (2019, 2021)

### Indywidualne
- MVP kolejki ligi belgijskiej (9 – 2018/2019)

### Reprezentacja
- Uczestniczka kwalifikacji do Eurobasketu (2018/2019)